# ChuChu Rocket!
ChuChu Rocket! (チューチューロケット!?, ChūChū Roketto!) è un videogioco rompicapo del 1999 sviluppato da Sonic Team e pubblicato da SEGA per Dreamcast. Successivamente convertito per Game Boy Advance, del gioco sono state realizzate versioni per iOS e Android oltre a essere distribuito, solamente in Giappone, per Wii U tramite Virtual Console.
ChuChu Rocket! è stato il primo gioco online di successo fra tutte le console più importanti. Il gioco è stato successivamente regalato con ogni Dreamcast come dimostrazione delle sue possibilità online. Il gioco è anche stato regalato ai possessori europei della console, che potevano ricevere una copia del gioco connettendosi al servizio online Dreamarena con il browser del Dreamcast.

## Modalità di gioco
Lo scopo del gioco è essenzialmente quello di guidare alcuni topi, i ChuChus, attraverso un tabellone in modo da raggiungere determinati obiettivi cercando di evitare i gatti KapuKapus. Sia ChuChus che KapuKapus si muovono in modo semplice e prevedibile: girano a destra appena incontrano un muro, cambiano direzione in corrispondenza di una freccia o di un angolo e tornano indietro se arrivano in un vicolo cieco.

### Game Boy Advance
La versione per Game Boy Advance di ChuChu Rocket! presenta lo stesso gameplay dell'originale per Dreamcast a cui è stata aggiunta una modalità di gioco multigiocatore con una sola cartuccia. I 100 livelli originali sono stati inclusi, insieme a 2.500 livelli creati dagli utenti del servizio online. Diversamente dalla versione per Dreamcast, l'editor di livelli della versione per Game Boy Advance è capace di creare livelli per le stage challenge e per le modalità multigiocatore.

## Cloni
ChuChu Rocket! ha ricevuto alcuni cloni open source tra cui Mures di Adam D'Angelo, Tuxigloo di François Dang Ngoc, dedicato alla mascotte Tux e Duck Marines realizzato da Tangram Games.

## Altre apparizioni
In Sonic & SEGA All-Stars Racing, quattro ChuChus (dai colori verde, rosso, blu e giallo) appaiono come piloti giocabili. Come veicolo utilizzano proprio il loro razzo e come "All-Star" utilizzano il gatto KapuKapu.

## Accoglienza
La rivista Retro Gamer lo ha classificato come il tredicesimo miglior gioco uscito per Dreamcast su un massimo di venticinque titoli. Keith Stuart di The Guardian considerò ChuChu Rocket! come uno dei trenta migliori videogiochi dimenticati nel corso del tempo.